# Mercadotecnia en medios sociales

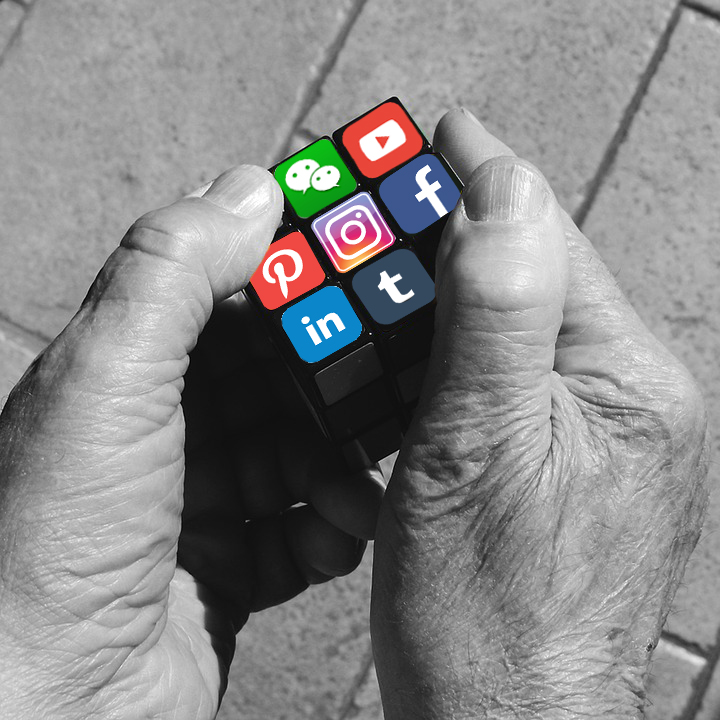
Muchas empresas realizan una estrategia en los medios y redes sociales

Mercadotecnia en medios sociales o social media marketing (SMM) combina los objetivos de mercadotecnia en Internet con medios sociales como foros web, blogs, revistas, agregadores de contenidos, sitios de intercambio de contenidos social y muchos otros. 
Los objetivos de la mercadotecnia de medios sociales serán diferentes para cada empresa y organización, sin embargo la mayoría abarca de alguna manera la forma de mercadotecnia viral para crear una idea, posicionar una marca, incrementar la visibilidad e incluso vender un producto. 
La mercadotecnia en medios sociales también incluye gestión de la reputación, las acciones de Influencia Positiva y siempre teniendo en cuenta que se basa en un diálogo entre la empresa y los usuarios, sean estos clientes o no.
Las personas que trabajan en este ámbito se denominan administradores o gestores de redes sociales. Son las que idean lo que los responsables de comunidad llevan a cabo después.
Pero también las redes sociales están cambiando la mercadotecnia tradicional donde la teoría de la mezcla de mercadotecnia de las 4p´s está siendo repensada y aumentada teóricamente por la teoría de la mercadotecnia relacional.
“Yo percibo un cambio en el paradigma de la mercadotecnia. La teoría de la 4p´s y sus extensiones serán siempre necesarias, pero el cambio de paradigma desarrolla que el rol en que esos 4 parámetros fundamentados en la mercadotecnia, ahora están fundamentados en relaciones, redes e interacción”.

## Descripción
La mercadotecnia en medios sociales tiene por objetivo llegar al cliente a través de las redes sociales. A diferencia de la mercadotecnia tradicional, en que solamente la empresa transmite su mensaje al usuario, en la mercadotecnia en medios sociales el usuario también es generador de contenido y la comunicación se vuelve bidireccional.
Las empresas, a través de esta forma de mercadotecnia, buscan construir redes y conexiones personales con el usuario a través de sus redes sociales a través de:
- Crear conocimiento de algo en línea.
- Crear un grupo de seguidores.
- tener una comunicación amplia con los clientes o prospectos.

## Mercadotecnia de Medios Sociales vista por los consumidores
Todavía no se conoce cómo los consumidores reaccionan a esta noticia que les permite hablar con las empresas, y mucho menos qué medida será capaz de juzgar y escribir libremente en el voto negativo puro. Si bien un uso convencional consistiría en hacer preguntas y obtener respuestas.

## Mercadotecnia en medios sociales vista por las empresas
Las preocupaciones de las empresas radican en el temor de no poder controlar los mensajes negativos de la comunidad y de no saber reaccionar ante el sabotaje de algún competidor o de algún usuario mal intencionado. Un constante monitoreo de las redes sociales, la reacción rápida y efectiva y una solución honesta y transparente pueden evitar un problema mayor, que si llegara a crecer podría llegar afectar de forma legal a las empresas.